# 小行星5166
小行星5166（英語：5166 Olson）是一颗围绕太阳公转的小行星。1985年3月22日，愛德華·鮑威爾在可可尼诺县发现了此天体。
这颗小行星的绝对星等为64.54253等。